# Квиринал
Квиринал (лат. Collis Quirinalis, итал. Quirinale) је један од седам брежуљака Рима, смјештен сјевероисточно од центра града. На Квириналу се налази Квириналска палата, службена резиденција Предсједника Италије.
Према римској легенди, Квиринал су настањивали Сабињани и тамо је требало да живи њихов краљ Тит Тације, након постигнутог мира с Римљанима. Сабињани су подигли олтаре у част свога бога Квиринуса, по којем је брежуљак добио име.